# Lysimachia leucantha
Lysimachia leucantha är en viveväxtart som beskrevs av Friedrich Anton Wilhelm Miquel. Lysimachia leucantha ingår i släktet lysingar, och familjen viveväxter. Inga underarter finns listade i Catalogue of Life.